# Guatuso
Guatuso (Maleku), pleme američkih Indijanaca porodice rama, nastanjeni u blizini vulkana Arenal u Kostariki na rezervatu Guatuso. Tri njihove grupe danas žive u 3 sela: Palenque El Sol, druga u Palenque Margarita i najveća u Palenque Tonjibe. Služe se jezikom maléku jaíka ili guatuso, 750 govornika (2000), etničkih 1,074 (2000). Žive od poljodjelstva. 

## Vanjske poveznice
- Maléku Jaíka
- Costa Rica's Indigenous Reserves  Arhivirana inačica izvorne stranice od 9. svibnja 2008. (Wayback Machine)